# 天主潘克辛教區
天主教潘克辛教區 （拉丁語：Dioecesis Pankshinensis）是尼日利亞一個羅馬天主教教區，屬喬斯總教區。
教區成立於2014年3月18日，包括高原州中部五區。2014年有教友168,606人（佔轄區人口15.3%）、廿二個堂區、四十七名司鐸。現任教區主教為迈克尔•戈巴尔•戈库姆。